# 羅興亞解放黨
羅興亞解放黨（Rohingya Liberation Party、簡稱：RLP），是緬甸若開邦一個羅興亞人叛亂組織，在1972-74年活動，領袖是前聖戰者扎法爾·卡瓦爾(Zaffar Kawal)。

## 歷史
在1972年7月15日，聖戰者領袖扎法爾·卡瓦爾成立羅興亞解放黨，指揮聖戰活動(扎法爾·卡瓦爾是仰光大學畢業生)。扎法爾成為黨主席，副主席阿卜杜·拉提夫主管軍務，穆罕默德·賈法爾·哈比卜出任黨秘書。
建黨後，羅興亞聖戰者由200人增加到1974年的2500人，他們以布迪当地區的叢林為活動基地 ，但在1974年緬甸國防軍開始肅清該地後，卡瓦爾和他的徒眾多逃往孟加拉國。